# الکساندر اشلیچتر
الکساندر گریگوریویج اشلیچتر (روسی: Александр Григорьевич Шлихтер; ۲۰ اوت ۱۸۶۸ – ۲ دسامبر ۱۹۴۰) اقتصاددان، و سیاست‌مدار اهل امپراتوری روسیه و یک سیاستمدار بلشویک اوکراین بود. پدربزرگ اشلیچتر، که در ابتدا از آلمان غربی (ورتمبرگ) بود، در سال ۱۸۱۸ در استان پولتاوا اوکراین زندگی می‌کرد.
پس از تحصیل در دانشگاه خارکف، اشلیچتر در سال ۱۸۹۱ به حزب سوسیال دموکرات کارگری روسیه پیوست. او در کارخانه تولید فنی پرولتری غیرقانونی بلشویکی مشغول به کار شد، در حالی که در امپراتوری روسیه (۱۹۰۶–۱۹۰۴) حضور داشت.